# (2735) Ellen
(2735) Ellen (1977 RB) ist ein ungefähr vier Kilometer großer Asteroid des inneren Hauptgürtels, der am 13. September 1977 von den US-amerikanischen Astronomen Schelte John Bus und Tod R. Lauer am Palomar-Observatorium nordöstlich von San Diego in Kalifornien (IAU-Code 675) entdeckt wurde.

## Benennung
(2735) Ellen wurde vom Entdecker Schelte John Bus nach seiner damaligen Verlobten und jetzigen Ehefrau Ellen Howell benannt. Sie entdeckte 1981 den Kometen 88P/Howell.